# جيم بارنيت (كرة سلة)
جيم بارنيت (بالإنجليزية: Jim Barnett)‏ مواليد 7 يوليو 1944 في غرينفيل، هو لاعب كرة سلة أمريكي معتزل. بدأ مسيرته الاحترافية في سنة 1966. تم اختياره من قبل فريق بوسطن سيلتكس خلال الدرافت. يبلغ طوله 6 قدم 4 بوصة (1.9 م). اعتزل اللعب في 1977. أحرز خلال مسيرته في الإن بي إيه 8536 نقطة بمعدل 11.7 نقطة في المباراة الواحدة.

## المسيرة الاحترافية
لعب مع بوسطن سيلتكس في موسم 1966–1967، ثم لعب مع هيوستن روكتس من سنة 1967 إلى 1970، ثم لعب مع بورتلاند ترايل بلايزرز في موسم 1970–1971، ثم لعب مع غولدن ستايت ووريورز من سنة 1971 إلى 1974، ثم لعب مع يوتا جاز في موسم 1974–1975، ثم لعب مع نيويورك نيكس من سنة 1974 إلى 1976، ثم لعب مع فيلادلفيا سفنتي سيكسرز في سنة 1977.

## روابط خارجية
- جيم بارنيت على موقع إن بي أي (الإنجليزية)
- جيم بارنيت على موقع سبورتس رفرنس (الإنجليزية)
- جيم بارنيت على موقع كلية كرة السلة في سبورتس رفرنس.كوم (الإنجليزية)
- جيم بارنيت على موقع ريلجم (الإنجليزية)
- جيم بارنيت على موقع بروبوليرز (الإنجليزية)